# Weronika Humaj
Weronika Humaj (ur. 5 lutego 1993 w Krakowie) – polska aktorka. Zyskała popularność rolą Anny Winnej w serialu telewizyjnym Stulecie Winnych.

## Życiorys
Uczęszczała do szkoły muzycznej, działała w kółku teatralnym, brała udział w konkursach i koncertach. Jako nastolatka zapisała się do agencji aktorskiej. W liceum wzięła udział w warsztatach aktorskich w Teatrze im. Stanisława Ignacego Witkiewicza w Zakopanem. W 2017 ukończyła studia na Wydziale Aktorskim Akademii Teatralnej w Warszawie.
Zagrała jedną z głównych ról w serialu epopei narodowej Stulecie Winnych (2019–2021). Serial został wyprodukowany przez Telewizję Polską i cieszył się dużą oglądalnością. Powstał na motywach wydanej w 2015 bestsellerowej trylogii Ałbeny Grabowskiej pt. Stulecie Winnych.
Jako jedna z pięciu aktorek otrzymała nominację do nagrody w konkursie Telekamery 2021 (w kategorii najlepsza aktorka), jednak nie zdobyła statuetki.

## Filmografia

### Filmy
- 2016: Niewinne (Les Innocentes) – dziewczyna tańcząca z Samuelem
- 2017: Porady na zdrady – asystentka Macieja
- 2020: Monika W. – Baśka; film krótkometrażowy
- 2021: Dzień, w którym znalazłem w śmieciach dziewczynę – Lena
- 2021: Sonata – Justyna Płonka
- 2022: Po niedzieli – Marysia; film krótkometrażowy
- 2023: Też to słyszycie – Zośka; film krótkometrażowy[5]
- 2024: Sami swoi. Początek – Mania Ziębicka

### Seriale
- 2010: W11 – Wydział Śledczy – Magdalena Domirska (odc. 943 – " Nauczka ")
- 2011–2012: Julia – Kaja Baran
- 2014: Czas honoru – Irena, siostra „Apacza”
- 2014: Baron24 – Paulina „Paula” Baron
- 2015: Prawo Agaty – Beata Skotnicka (odc. 84)
- 2015: Powiedz tak! – Monika (odc. 7)
- 2015: Ojciec Mateusz – Julka (odc. 168 Reportaż z domu)
- 2016: Komisarz Alex – Matylda Paschalska (odc. 93 Klątwa mumii)
- 2016: Druga szansa – prowadząca program TV (odc. 12 W matni)
- 2017: Wataha – aspirant Joanna Zięba (odcinki: 8–12)
- 2018–2019: Ojciec Mateusz – Małgorzata Wrońska (odcinki: 243, 247, 256, 260, 280)
- 2019–2021: Stulecie Winnych – Ania Winna, córka Kasi i Stanisława w wieku 13-25 lat (sezon pierwszy), 25-38 lat (sezon drugi); jako Kasia Bartosiewicz, córka Mani Winnej (sezon trzeci) (odcinki: 6–13, 14-26, 27-)
- 2024: Prosta sprawa – doktor Alina Wójcik
- 2024: Matki pingwinów – Julka (odc. 6)

### Dubbing
- 2011: Kapitan Ameryka: Pierwsze starcie – szeregowa Lorraine
- 2015: Gwiezdne wojny: Przebudzenie Mocy – Rey
- 2016: Lego Gwiezdne wojny: Przebudzenie Mocy – Rey
- od 2016: Elena z Avaloru – Naomi
- 2017: Spider-Man: Homecoming – Betty Brant
- 2017: Jumanji: Przygoda w dżungli – Bethany
- 2017: Star Wars: Battlefront II – Rey
- 2017: Gwiezdne wojny: Ostatni Jedi – Rey
- 2018: Bumblebee – Charlie Watson
- 2019: Godzilla II: Król potworów – Madison Russell
- 2019: Spider-Man: Daleko od domu – Betty Brant
- 2019: Gwiezdne wojny: Skywalker. Odrodzenie – Rey
- 2019: Wiedźmin – Renfri
- 2020: Lego Gwiezdne wojny: Świąteczna przygoda – Rey[6]